# Tropfentrupial
Der Tropfentrupial (Icterus pectoralis) ist eine in Mittelamerika vorkommende Singvogelart aus der Familie der
Stärlinge (Icteridae).

## Beschreibung

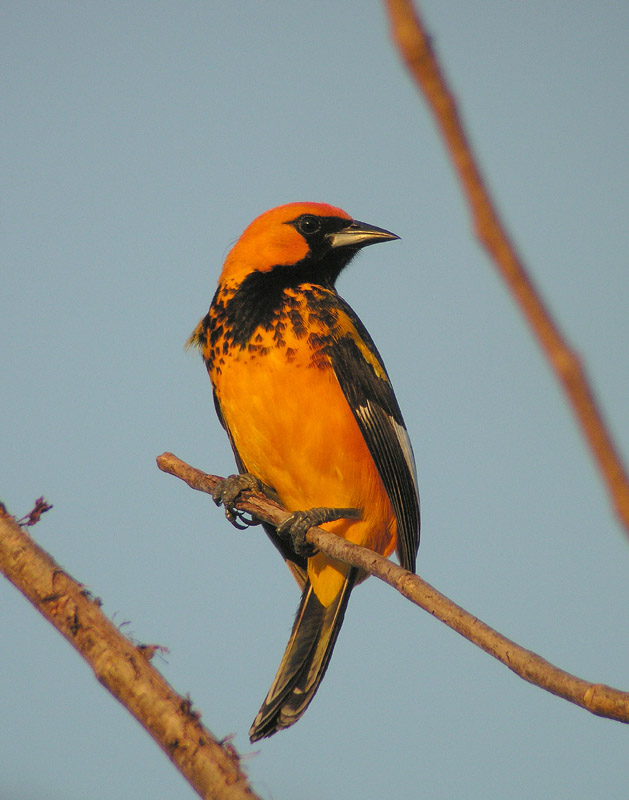
Männchen

### Aussehen
Tropfentrupiale erreichen im Durchschnitt folgende Daten: Eine Gesamtlänge von 21 Zentimetern sowie ein Gewicht von 52,6 Gramm bei den Männchen und 44,9 Gramm bei den Weibchen.
Zwischen den Geschlechtern besteht ein leichter Sexualdimorphismus.  Bei den Männchen sind Kopf, Nacken, unterer Brustbereich, Bauch und Bürzel leuchtend gelb bis orange gefärbt. Die Kehle ist schwarz und im oberen Brustbereich meist in Tropfen aufgelöst. Der Rücken, die Flügel sowie die Steuerfedern sind schwarz, ebenso Gesicht und Zügelband. Das Gefieder zeigt außerdem einen gelben Schulterstreifen und teilweise weiße Armschwingen. Die Weibchen sind insgesamt kontrastärmer und farblich blasser gefärbt. Auch Jungvögel sind nur blass gelb bis olivbraun gefärbt und es fehlen ihnen die schwarzen Zeichnungselemente an Kopf und Brust. Die Iris ist bei beiden Geschlechtern dunkelbraun. Beine und Füße sind graublau. Der leicht gebogene Schnabel ist schwarz, die Basis des Unterschnabels grau.

### Lautäußerungen
Der Gesang des männlichen Tropfentrupials ist eine variable Aneinanderreihung von Pfeiftönen, die mehrmals wiederholt werden. Der Gesang des Weibchens ist einfacher. Als Warnruf werden laute „nyeh“-Töne verwendet.

## Verbreitung und Lebensraum

Verbreitungsgebiet

Das Verbreitungsgebiet des Tropfentrupials erstreckt sich entlang der Südwestküste Mittelamerikas. Ende der 1940er Jahre wurde die erste erfolgreiche Brut aus Florida gemeldet. Die ersten Exemplare dort gehen mit hoher Wahrscheinlichkeit auf entflogene Käfigvögel zurück. Die Art lebt bevorzugt in dornigen Wald- und Gebüschlandschaften in Höhenlagen bis zu 1500 Metern, zuweilen auch in Kaffeeplantagen und am Rand von Dörfern.
Neben der in Oaxaca und Chiapas vorkommenden Nominatform Icterus pectoralis pectoralis (Wagler, 1829) sind drei weitere Unterarten bekannt:
- Icterus pectoralis carolynae Dickermann, 1981[5] – Südmexiko
- Icterus pectoralis espinachi Ridgway, 1882[6] – Südwestnicaragua und Costa Rica
- Icterus pectoralis guttulatus Lafresnaye, 1844[7] – Guatemala, Honduras und Nordwestnicaragua

## Lebensweise
Die Vögel leben paarweise oder in kleinen Gruppen, zuweilen auch zusammen mit anderen Trupial-Arten. Sie ernähren sich von Insekten und anderen Arthropoden sowie von Früchten und Nektar.
Das Nest wird ab April an der Spitze von Zweigen in Form eines hängenden Beutels aus Pflanzenfasern und elastischen dünnen Zweigen gefertigt. Es wird in erster Linie vom Weibchen gewebt. Die Abmessungen betragen 25 bis 60 Zentimeter in der Länge sowie 15 Zentimeter in der Breite an der Basis. Es wird in einer Höhe zwischen 6 und 15 Metern, bevorzugt in dornigen Bäumen, beispielsweise Akazien (Acacieae) angelegt. Das Gelege besteht in der Regel aus drei Eiern. Diese haben eine weißlich blaue Farbe und sind mit einigen kleinen violetten oder schwarzen Flecken versehen. Eine zweite Brut erfolgt nur gelegentlich. Beide Eltern füttern die Nestlinge. Als Brutparasiten treten zuweilen der Rotaugenkuhstärling (Molothrus aeneus) sowie der Riesenkuhstärling (Molothrus oryzivorus) auf. Weitere Details zum Brutverhalten müssen noch erforscht werden.

## Gefährdung und Schutz
Der Tropfentrupial ist in seinen Verbreitungsgebieten nicht selten und wird demzufolge von der Weltnaturschutzorganisation IUCN als  „least concern = nicht gefährdet“ klassifiziert. Im Allgemeinen ist er weniger häufig als andere Trupial-Arten im gleichen Lebensraum, jedoch weniger empfindlich gegenüber von Menschen verursachten Veränderungen des Lebensraums.